# 2000年代の建築
2000年代の建築についての概要である。

## 日本の主要作品
- 淡路夢舞台 （2000年 安藤忠雄）
- なにわの海の時空館 （2000年 ポール・アンドリュー）
- せんだいメディアテーク （2000年 伊東豊雄）
- 公立はこだて未来大学 （2000年 山本理顕）
- JRセントラルタワーズ（2000年 阪田誠造）
- 倉吉パークスクエア（2001年 シーザー・ペリ+大建設計）
- ビッグパレットふくしま （北川原温）
- 兵庫県立美術館 （2002年 安藤忠雄）
- 国立国会図書館関西館 （2002年 陶器二三雄）
- 横浜港大さん橋国際客船ターミナル （2002年 アレハンドロ・ザエラ・ポロ、ファッシド・ムサヴィ）
- プラダブティック青山店 （2003年 ヘルツォーク&ド・ムーロン）
- 六本木ヒルズ（2003年 コーン・ペダーセン・フォックス、槇文彦）
- 汐留シティセンター（2004年 ケビン・ローシュ・日本設計）
- 地中美術館 （2004年 安藤忠雄）
- 金沢21世紀美術館 （2004年 SANAA）
- 高知市立龍馬の生まれた町記念館 （2004年 龍馬のまちを考える建築士グループ）
- 日本橋三井タワー（2005年 日本設計　シーザー・ペリ&アソシエーツ）
- メゾン アンリ・シャルパンティエ（2005年 ジャン・フィリップ・ニュエル）
- 表参道ヒルズ （2006年 安藤忠雄）
- 東京ミッドタウン（2007年 SOM、日建設計、隈研吾他）
- モード学園コクーンタワー（2008年 丹下都市建築設計）
- 根津美術館（2009年 隈研吾）
- 三菱一号館（2009年 三菱地所設計）

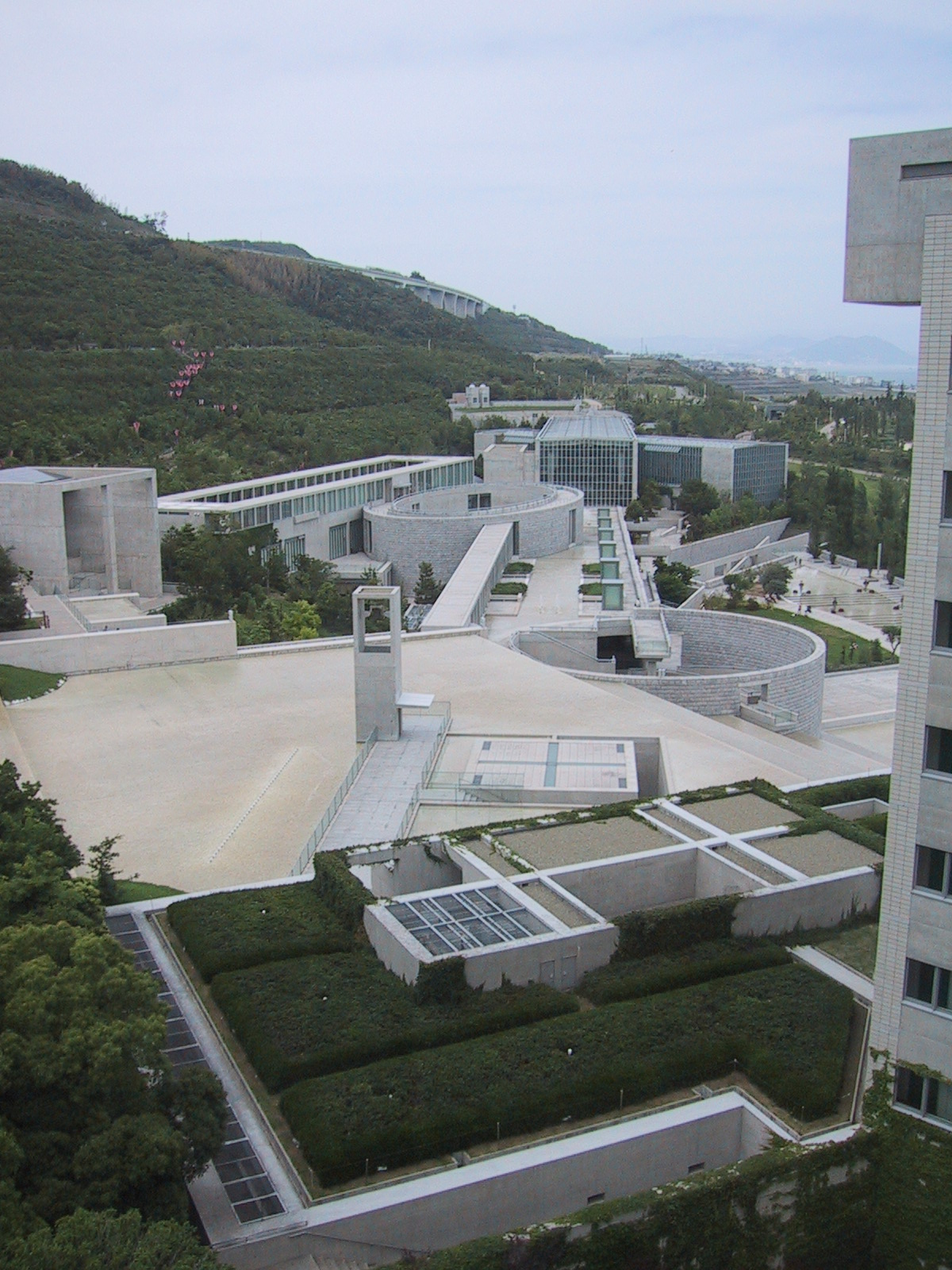
淡路夢舞台
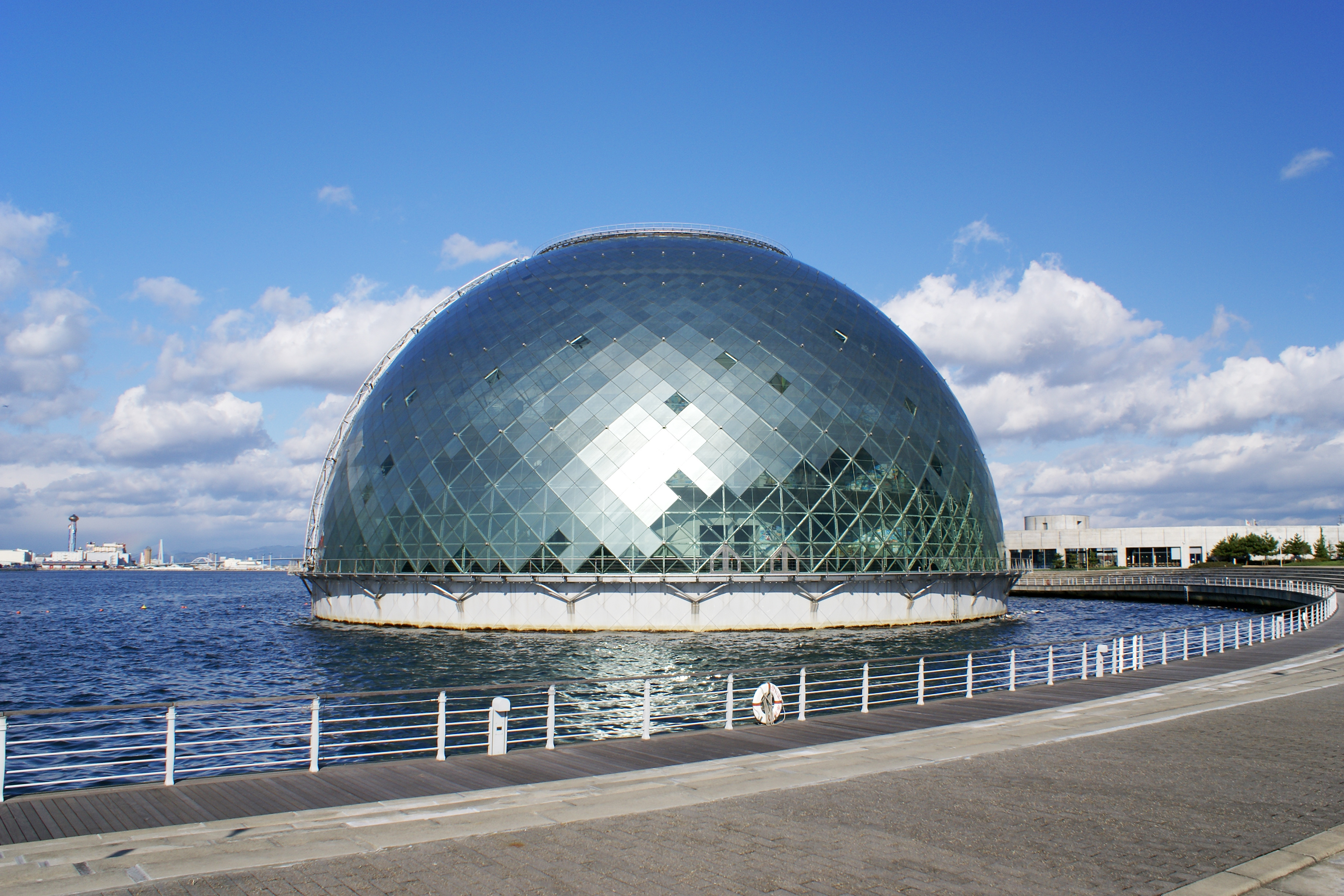
なにわの海の時空館
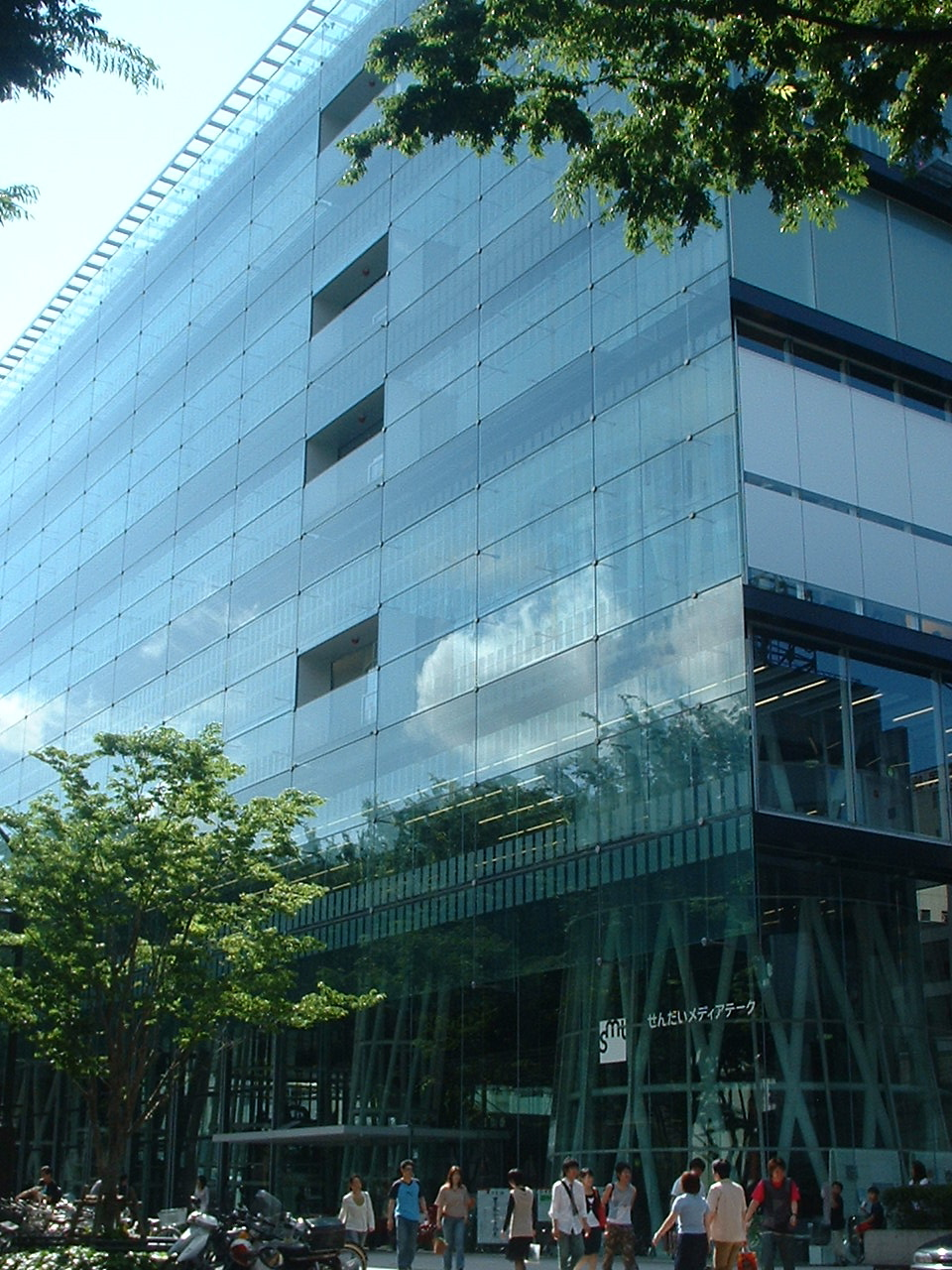
せんだいメディアテーク
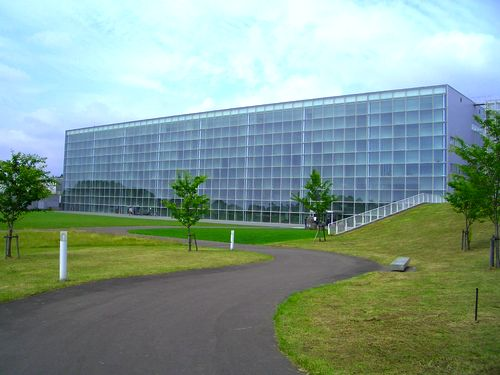
公立はこだて未来大学
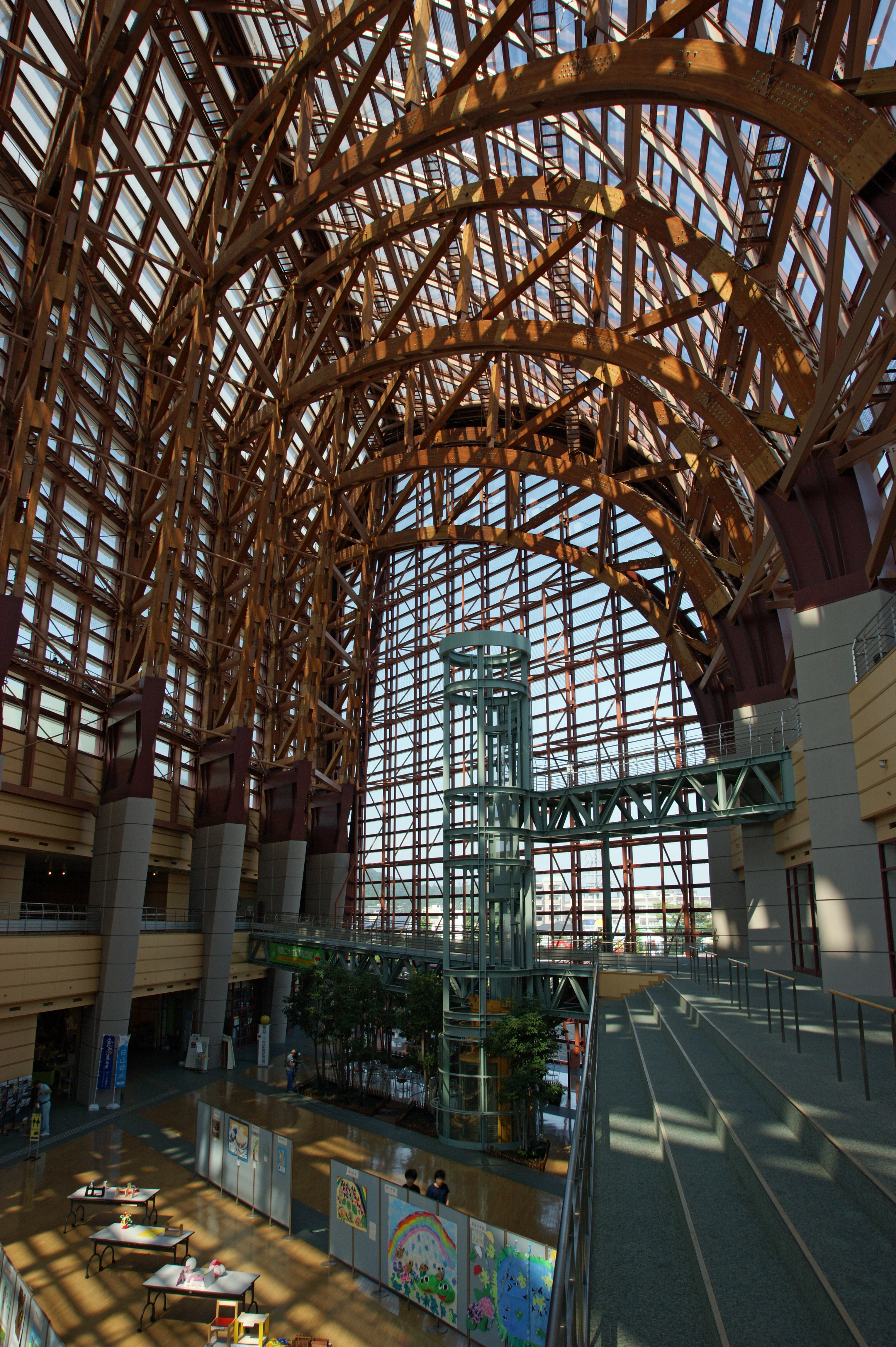
倉吉パークスクエア
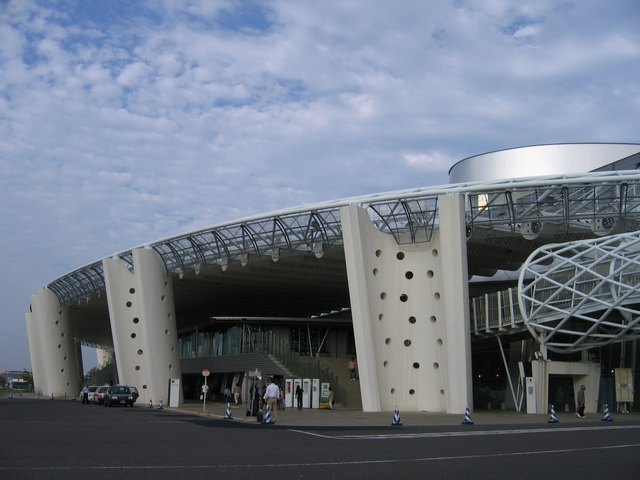
ビッグパレットふくしま
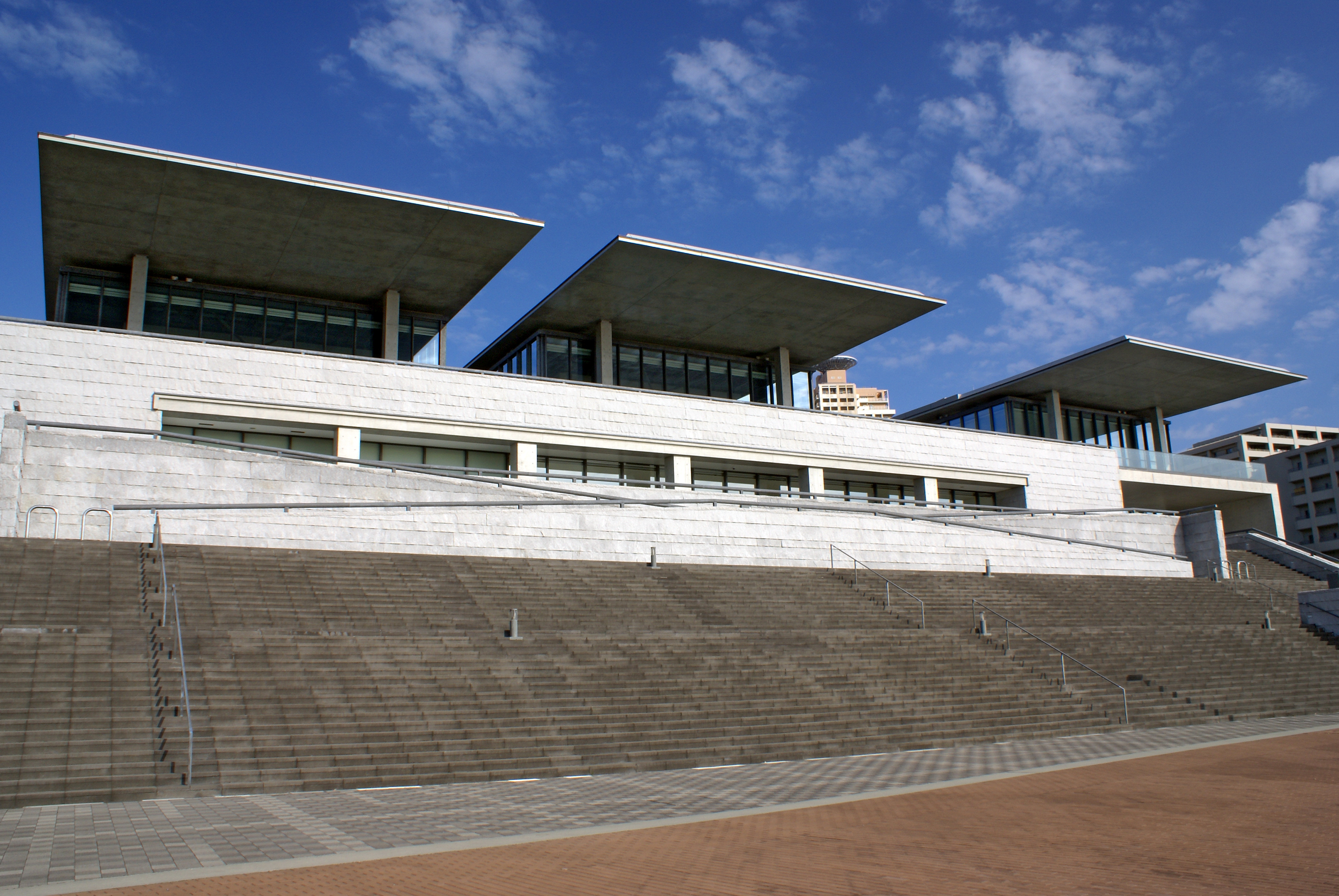
兵庫県立美術館
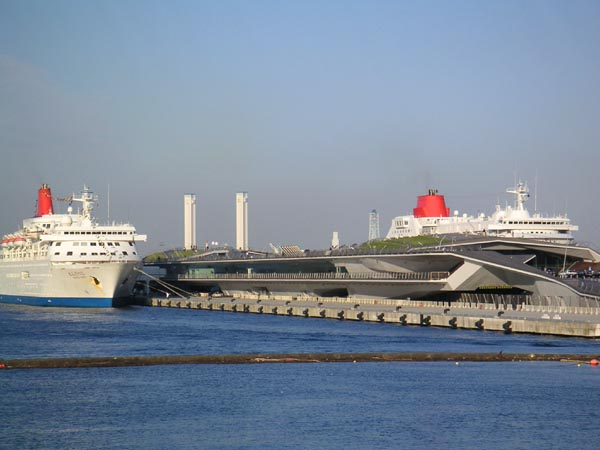
横浜港大さん橋国際客船ターミナル
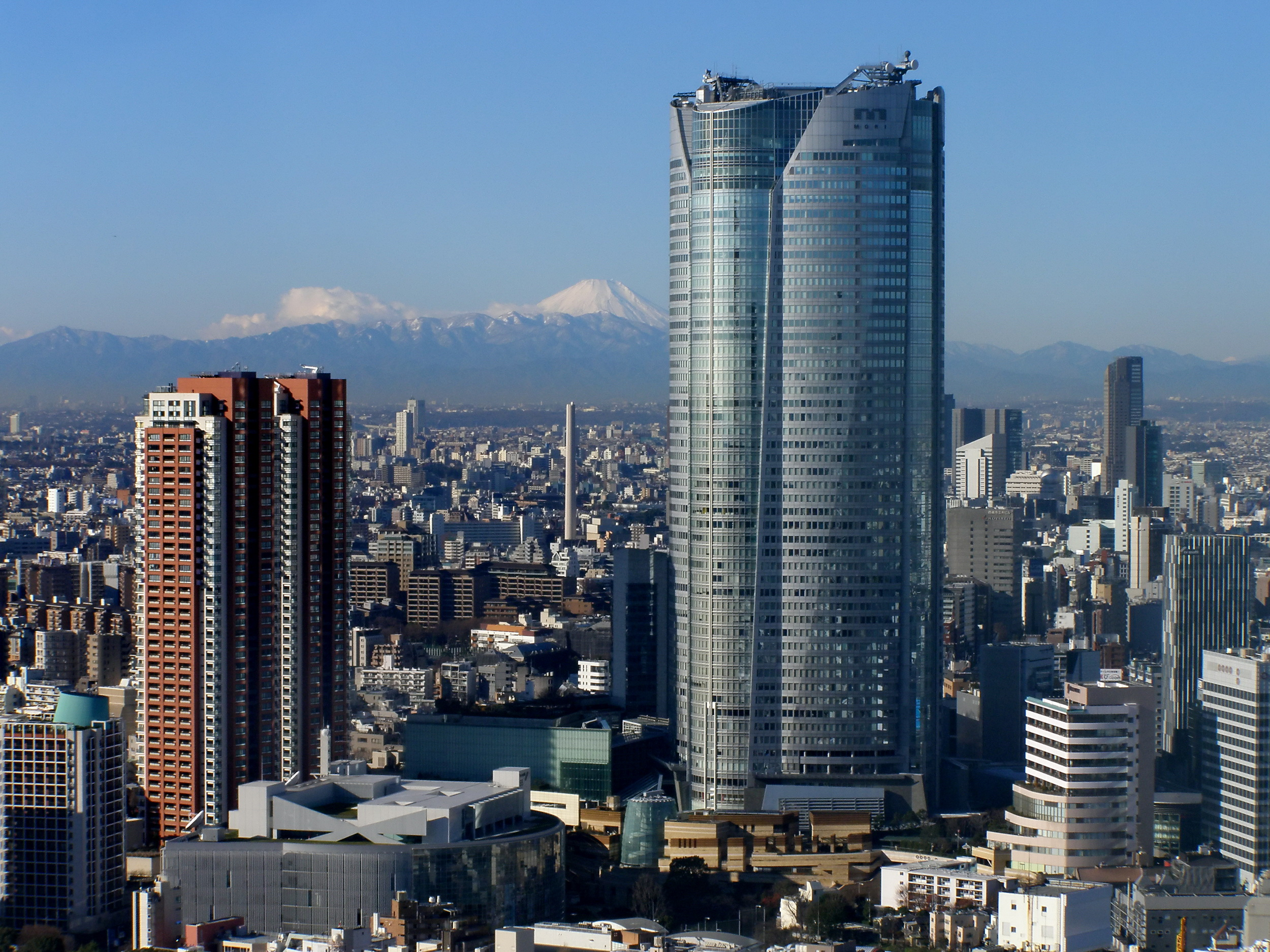
六本木ヒルズ
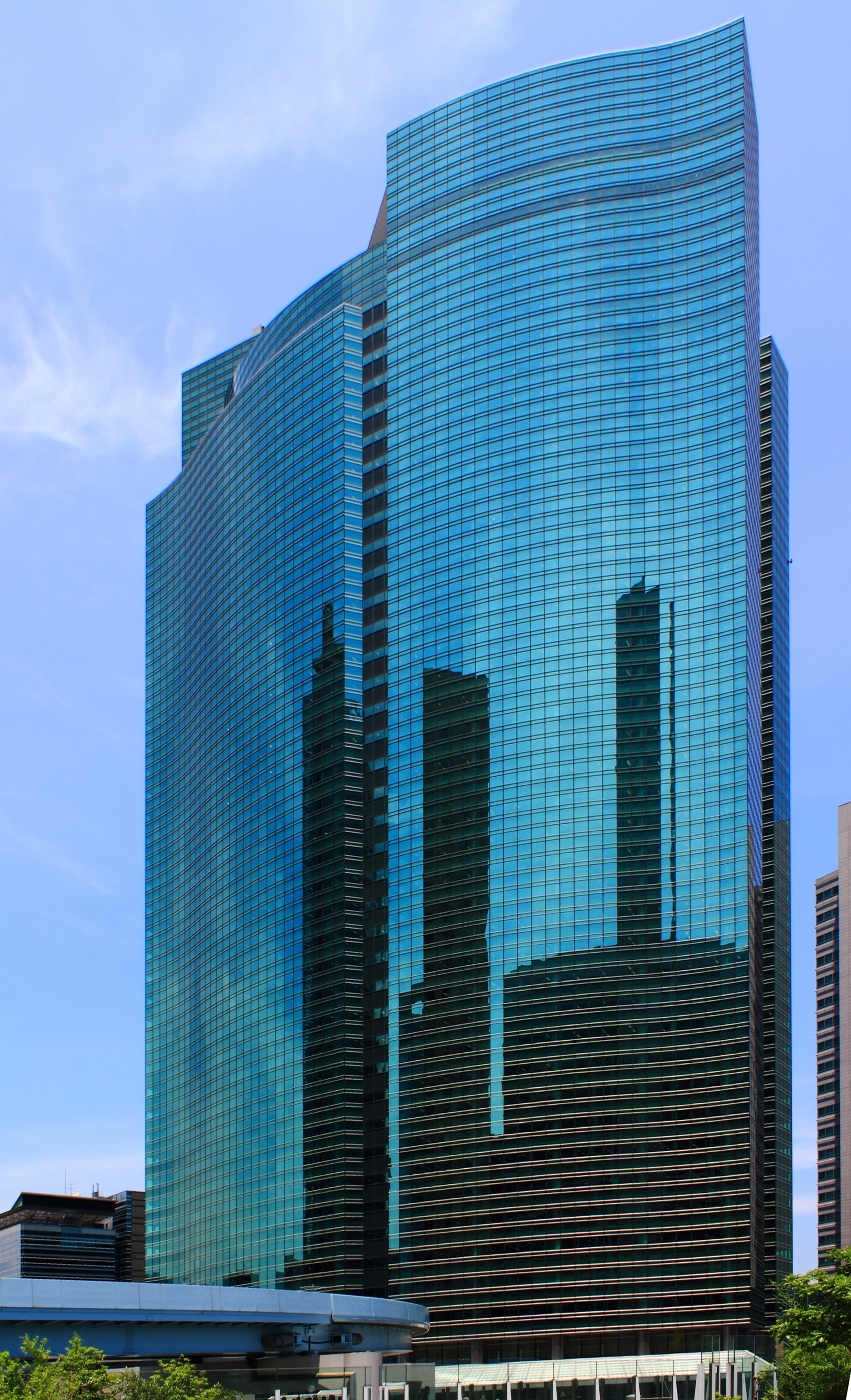
汐留シティセンター
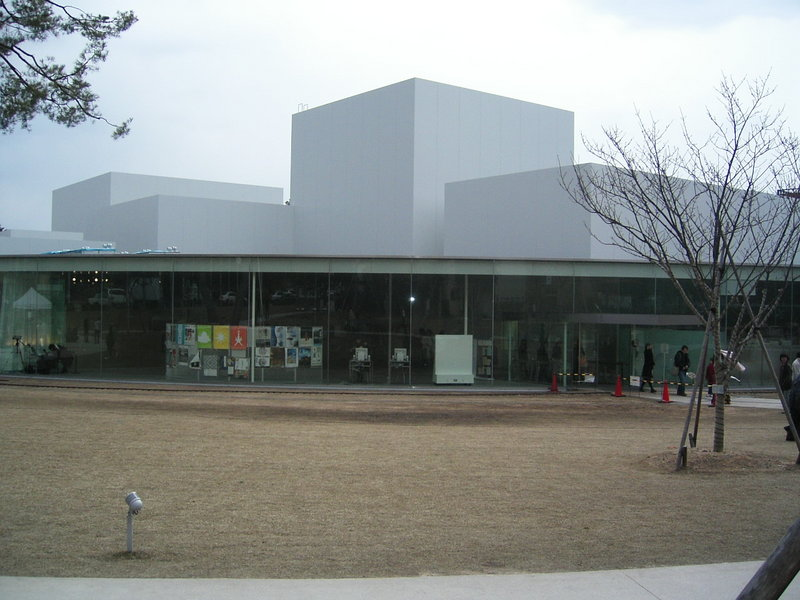
金沢21世紀美術館
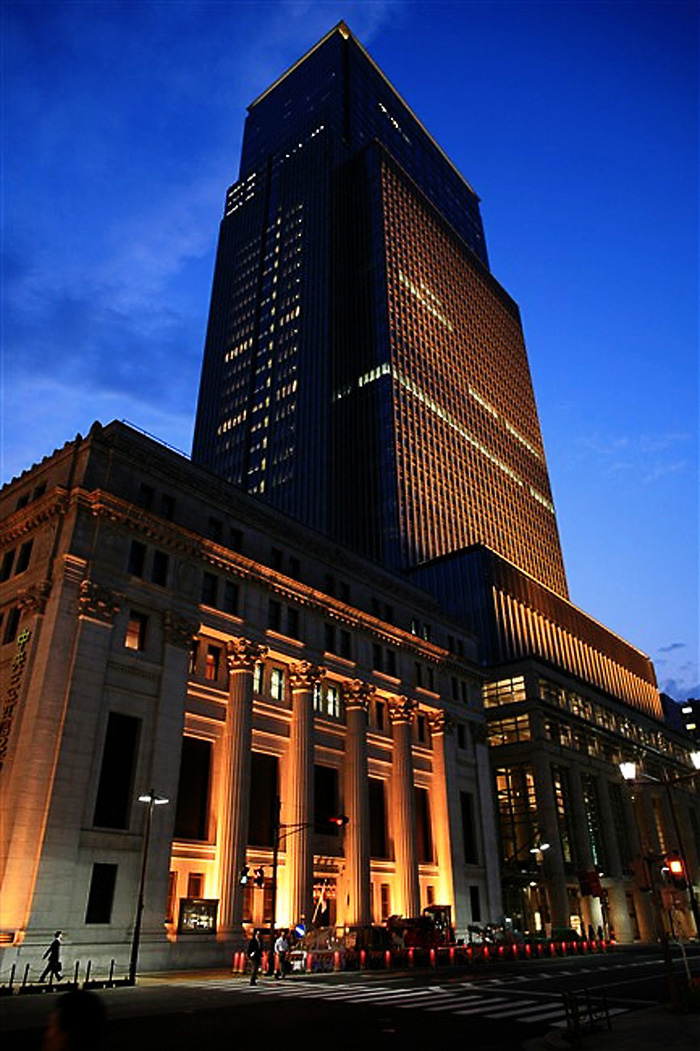
日本橋三井タワー
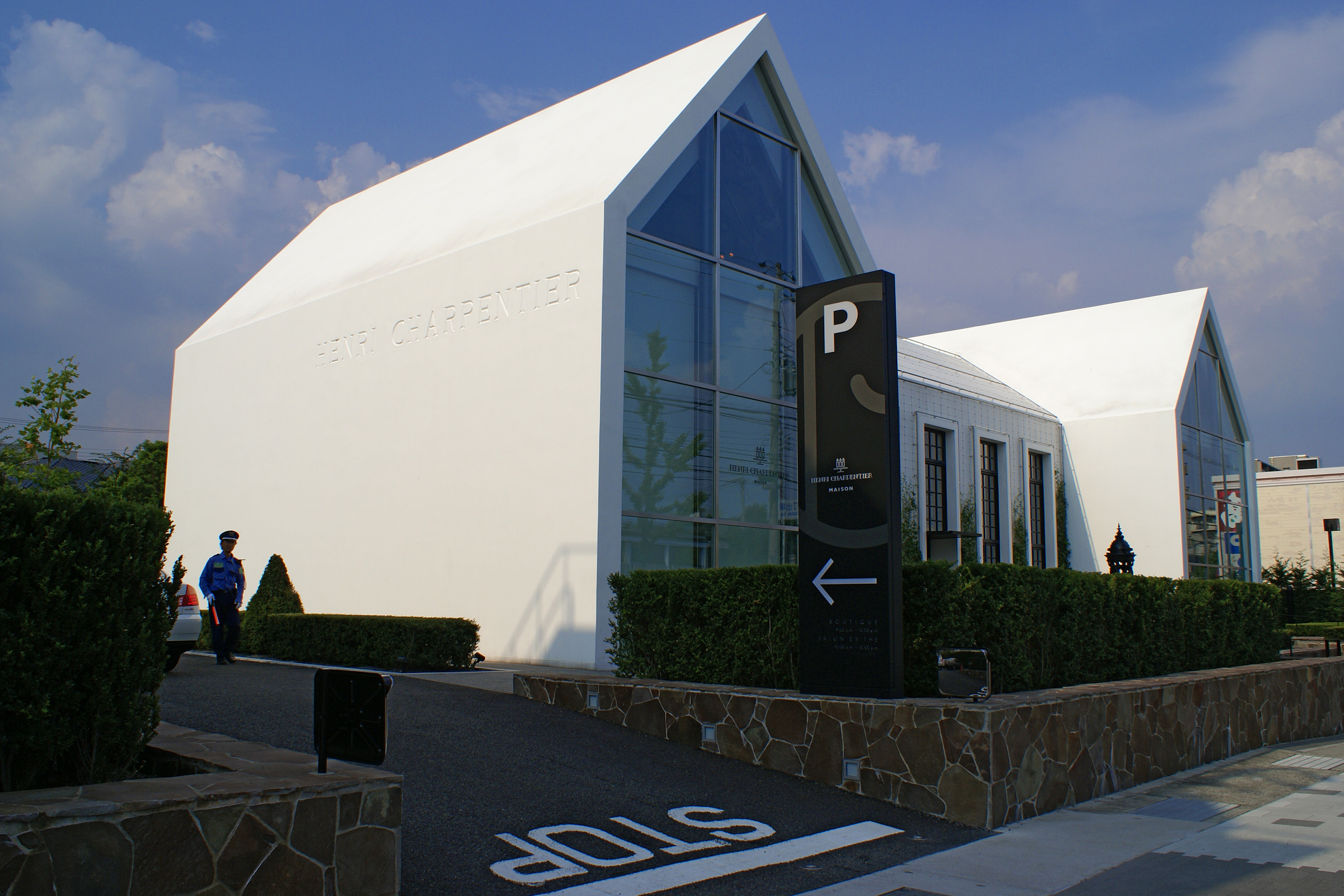
メゾン アンリ・シャルパンティエ
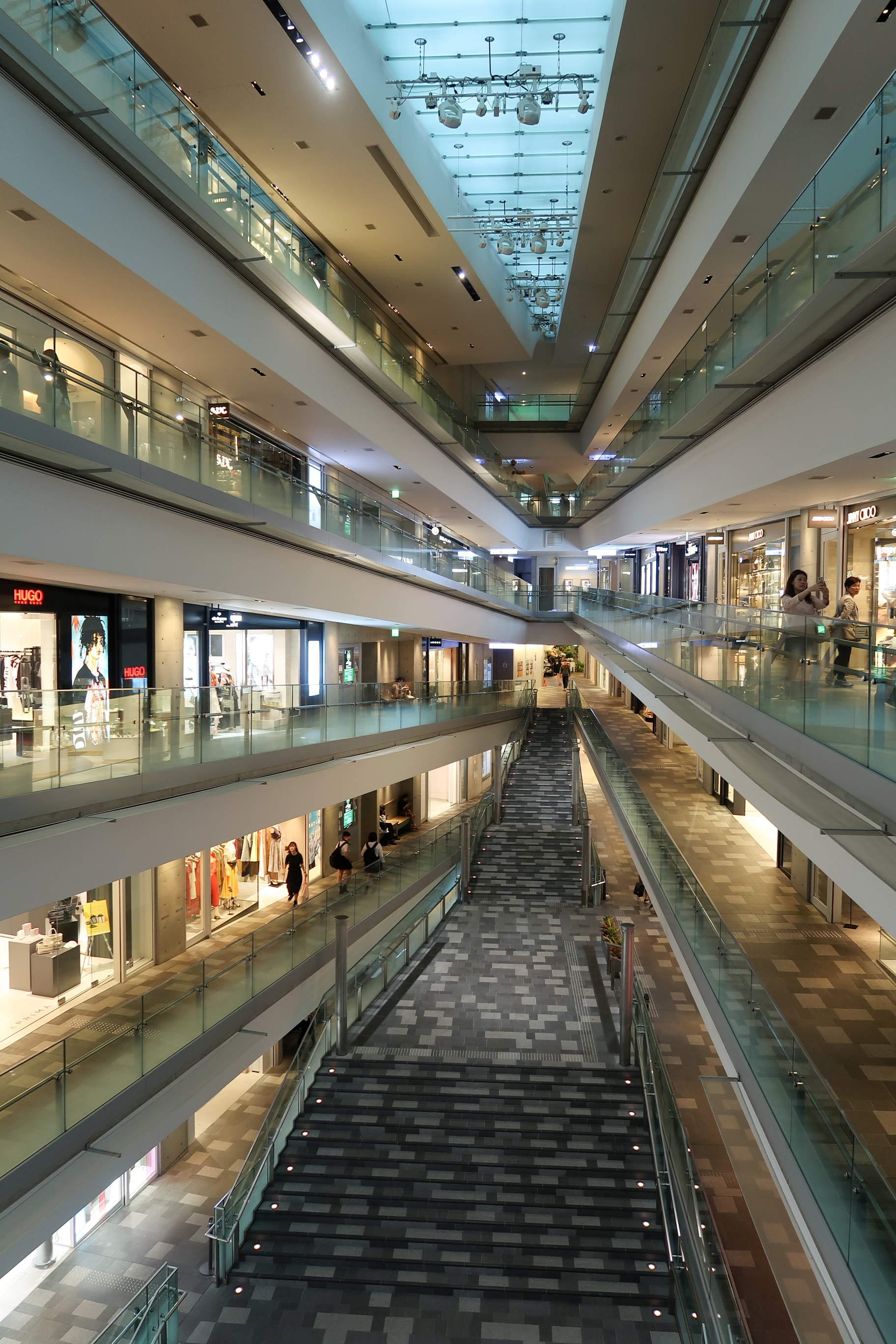
表参道ヒルズ
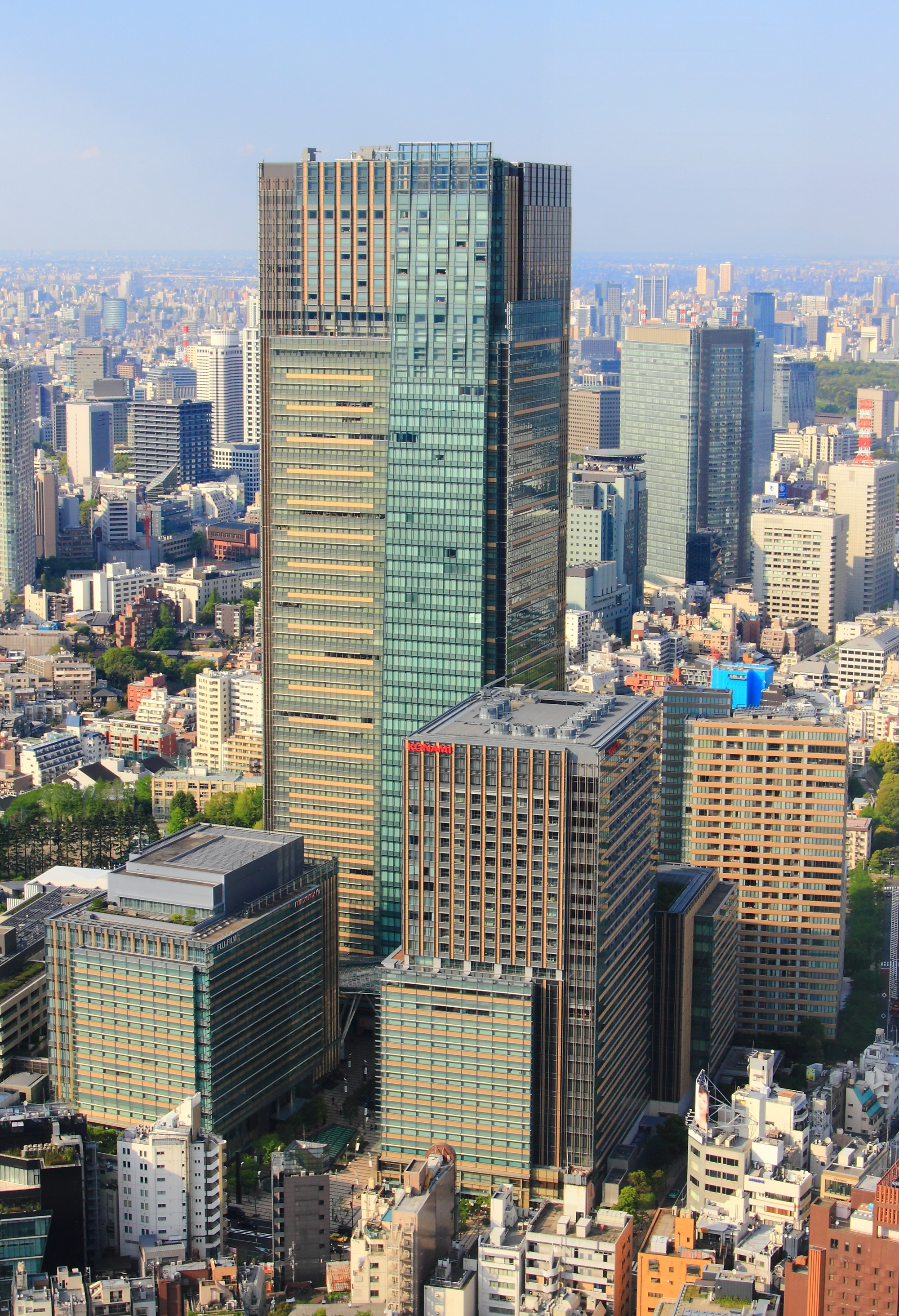
東京ミッドタウン
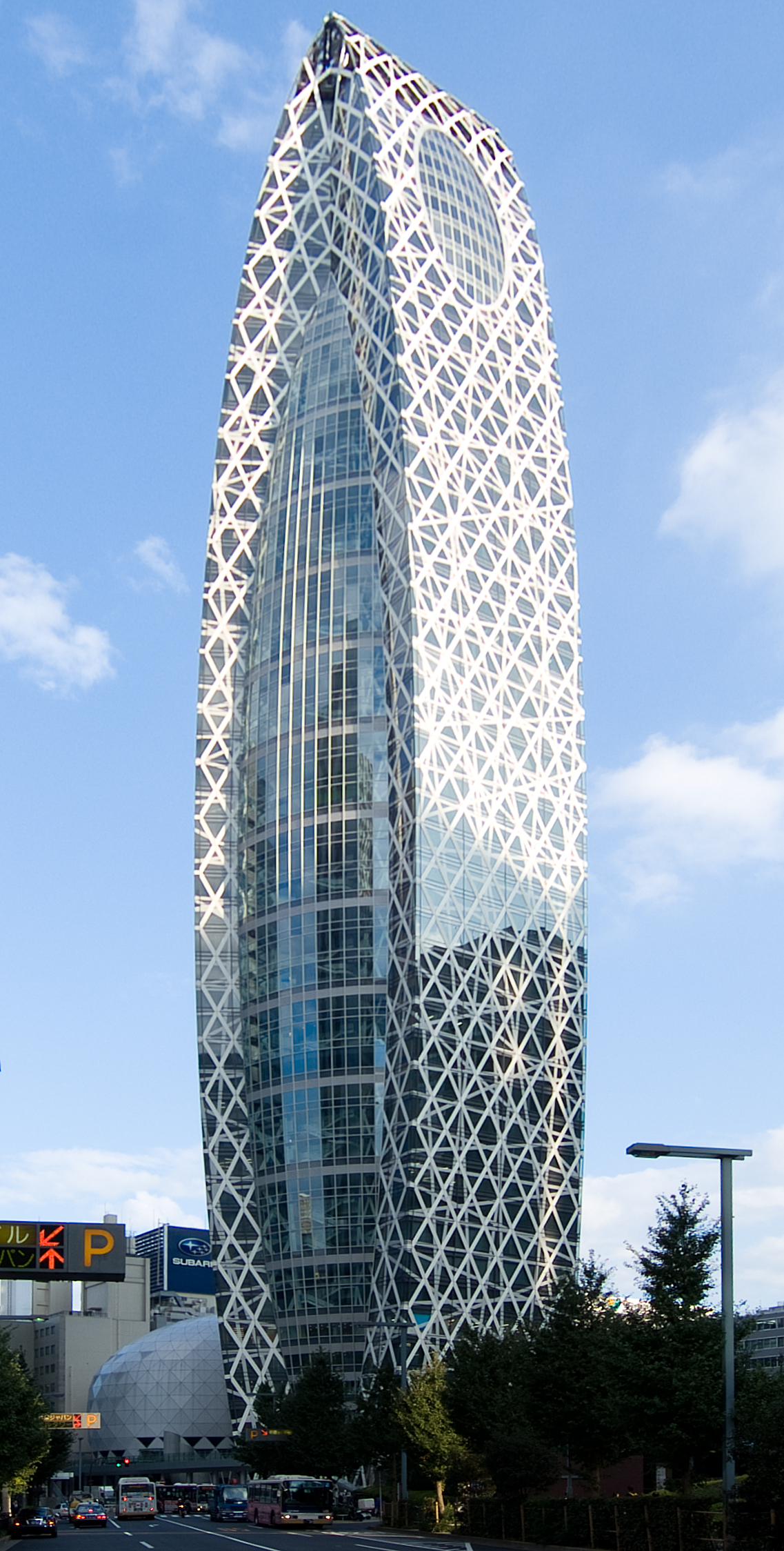
モード学園コクーンタワー
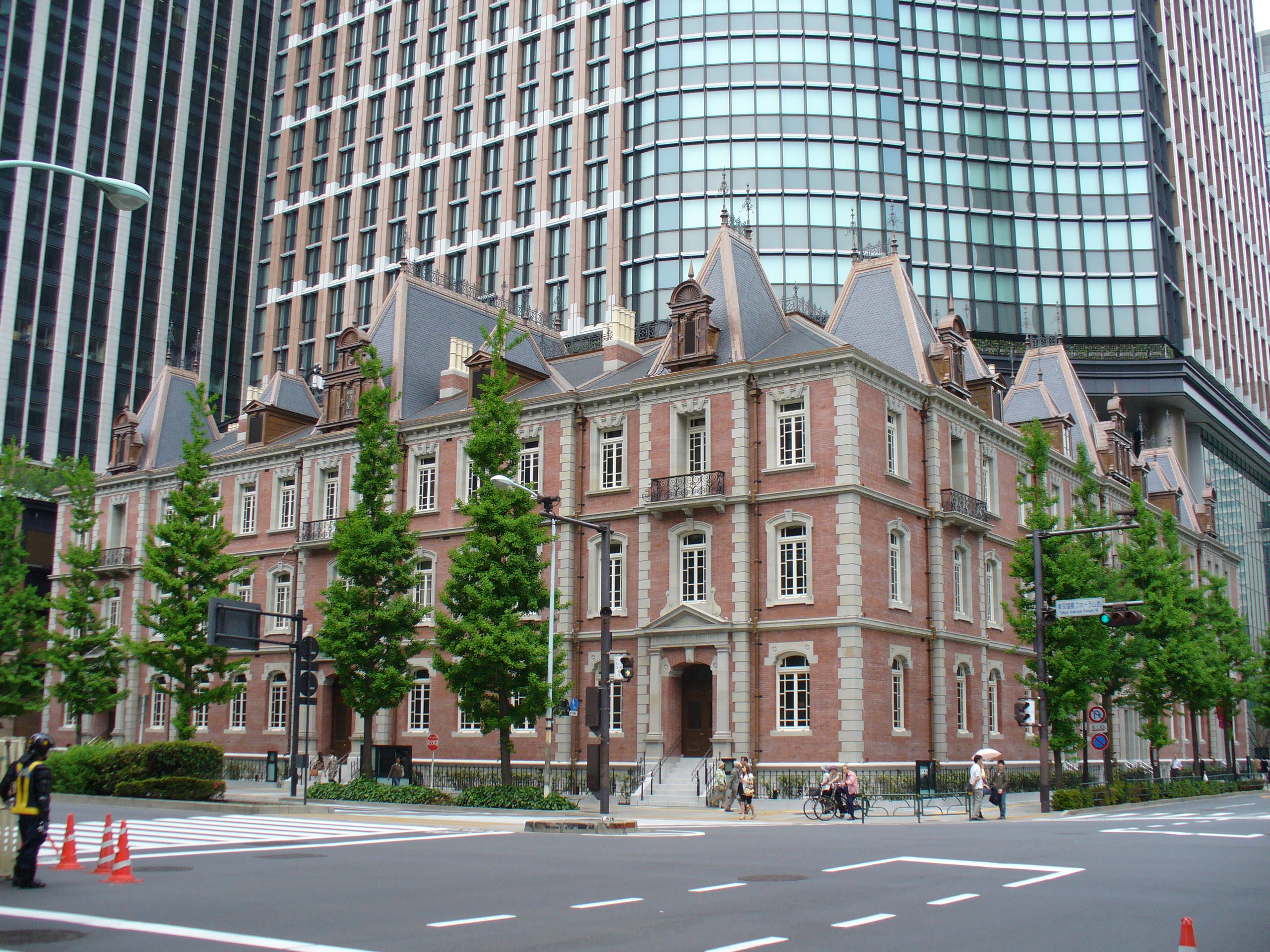
三菱一号館

## 海外の主要作品
- フォートワース現代美術館 （2002年 安藤忠雄）[1]
- ニューヨーク近代美術館新館 （2004年 谷口吉生）

- フォートワース現代美術館
- ニューヨーク近代美術館新館

- トランプ・ワールド・タワー(2001年)
- ドルビー・シアター(2001年)
- 広東オリンピックスタジアム(2001年)
- フェルティンス・アレーナ(2001年)
- ブルネイ財務省ビル(2001年)
- メナラ・テレコム(2001年)

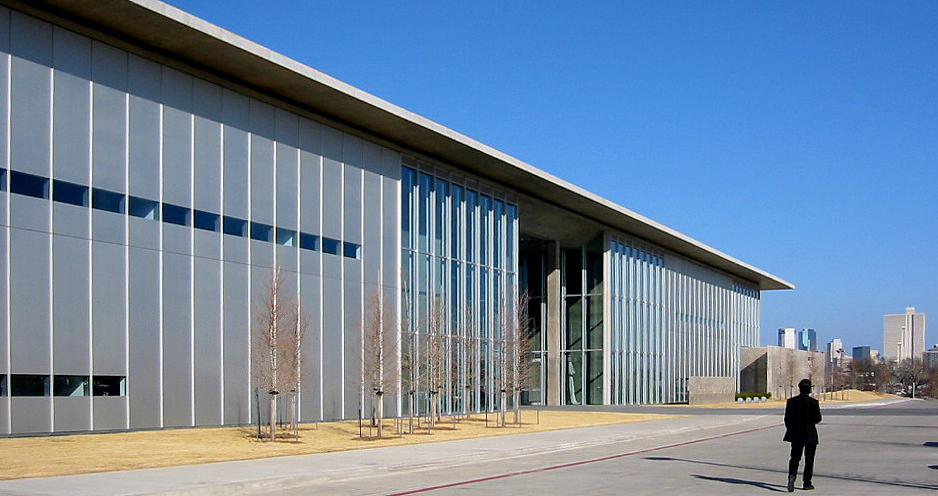
フォートワース現代美術館
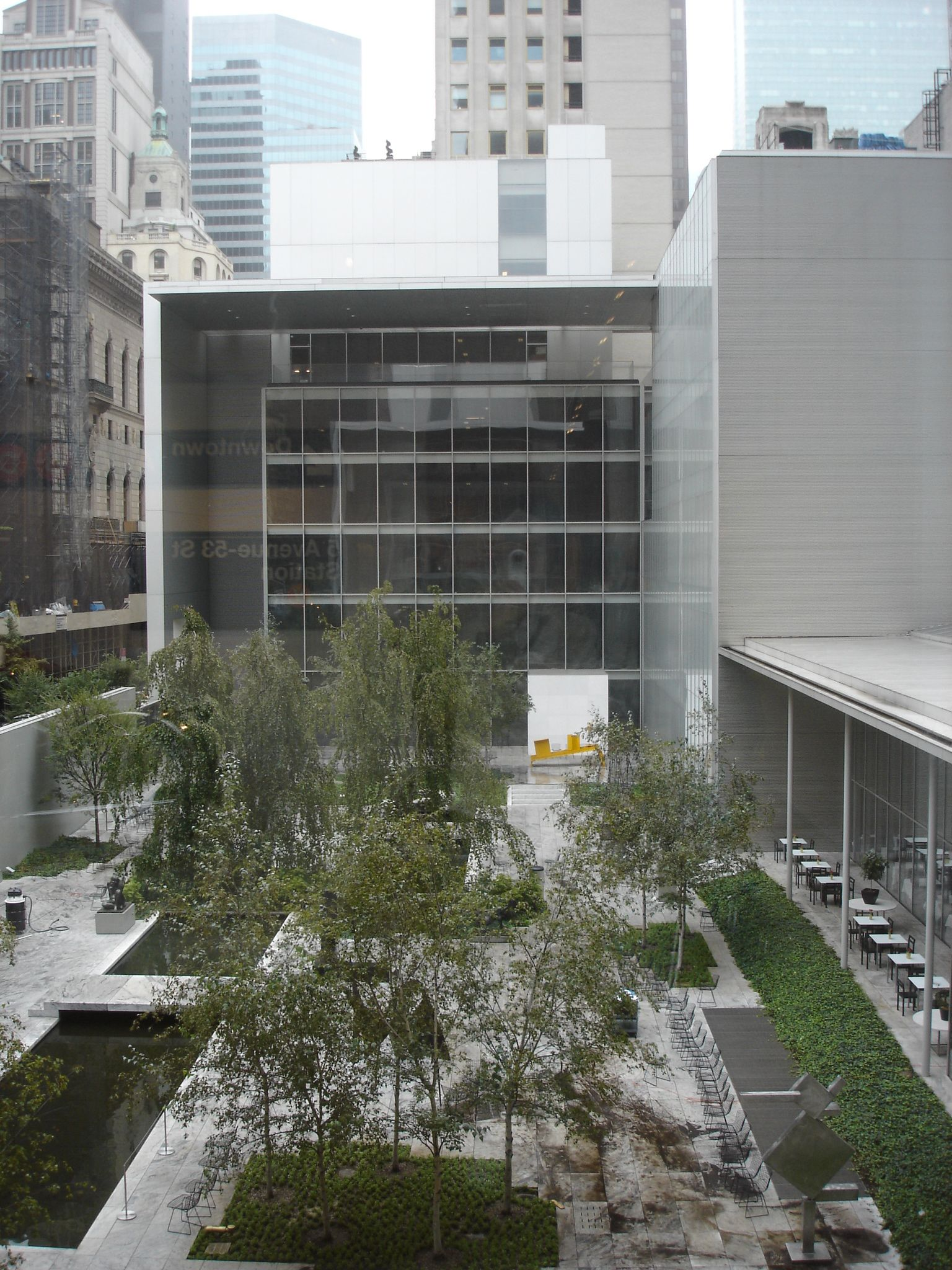
ニューヨーク近代美術館新館

- スタッド・ジェルマン・コマルモン(2001年)
- 383 マディソン・アベニュー(2002年)
- アタテュルク・オリンピヤト・スタドゥ(2002年)
- 蕪湖オリンピック・スポーツセンター・スタジアム(2002年)
- タイムワーナーセンター(2003年)
- アウディトリオ・デ・テネリフェ(2003年)
- 朝陽スポーツセンター(2003年)
- アブジャ・スタジアム(2003年)
- トーレ・マヨール(2003年)
- ウォルト・ディズニー・コンサートホール(2003年)
- トヨタセンター(2003年)
- ハイクリフ(2003年)
- アシガバート・オリンピック・スタジアム(2003年)
- グランド・ナイル・タワー・ホテル(2003年)
- 涪陵体育場(2003年)
- ベルジャヤ・タイムズ・スクウェア(2003年)
- 国際金融中心 (香港)(2003年)
- 30セント・メリー・アクス(2003年)
- サーニー・ビン・ジャーシム・スタジアム(2003年)
- メッセトゥルム・バーゼル(2003年)
- ルブア・アット・ステート・タワー(2003年)
- イター(2004年)
- ウェールズ・ミレニアム・センター(2004年)
- ハルビン聖心天主教堂(2004年)
- ブルームバーグ・タワー(2004年)
- ゴールドマン・サックス・タワー(2004年)
- サンズ・マカオ(2004年)
- スタリ・モスト(2004年)
- 台北101(2004年)
- ワールドタワー(2004年)
- アークシャルダーム寺院 (デリー)(2005年)
- 上海旗忠森林体育城テニスセンター(2005年)
- スタッド・ドゥ・スイス・バンクドルフ(2005年)
- スピンネーカー・タワー(2005年)
- ターニング・トルソ(2005年)
- ニーナタワー(2006年)
- サン・アルフォンソ・デル・マル(2006年)
- ユーレカタワー(2006年)
- 7 ワールドトレードセンター(2006年)
- アレッポ国際スタジアム(2007年)
- 中国国家大劇院(2007年)
- 中国民生銀行ビル(2007年)
- インディラ・ガンディー陸上競技場(2007年)
- 天津奥林匹克体育中心体育場(2007年)
- エルドラドビジネスタワー(2007年)
- ニーナタワー(2007年)
- エスタジオ・オリンピコ・ジョアン・アベランジェ(2007年)
- バークレイ・タワー(2007年)
- 北京銀泰センター(2007年)
- ベンソン・タワー (オレゴン州ポートランド)(2007年)
- ボルジェ・ミーラード(2007年)
- ザ・ベネチアン・マカオ(2007年)
- レッツィグルンド・シュタディオン(2007年)
- 中国中央電視台本部ビル(2008年)
- チャムチュリースクエア(2008年)
- チャナ火力発電所(2008年)
- アドレス・ダウンタウン・ドバイ(2008年)
- アフマド・アレーナ(2008年)
- トランプ・インターナショナル・ホテル・ラスベガス(2008年)
- トルネードタワー(2008年)
- トーレ・カハ・マドリッド(2008年)
- バーレーン・ワールド・トレード・センター(2008年)
- 北京国家水泳センター(2008年)
- 美麗島駅(2008年)
- 上海ワールド・フィナンシャル・センター(2008年)
- シンガポール・フライヤー(2008年)
- ローズタワー(2008年)
- 中国国際貿易センター第三期(2009年)
- テレノール・アリーナ(2009年)
- アイスバーグ・スケート・パレス(2009年)
- 独立20周年スタジアム(2009年)
- トランプ・インターナショナル・ホテル・アンド・タワー (ホノルル)(2009年)
- 伊春林都空港(2009年)
- ウッパタサンティ・パゴダ(2009年)
- ヴィダーラ (ホテル)(2009年)
- ニュー・ラオス・ナショナルスタジアム(2009年)
- キャピタル・シティ(2009年)
- パレ・オムニスポール・マルセイユ・グランデスト(2009年)
- バンク・オブ・アメリカ・タワー (ニューヨーク)(2009年)
- フィシュト・オリンピックスタジアム(2009年)
- ボリショイ・アイス・ドーム(2009年)
- 広州国際金融センター(2009年)
- 広州塔(2009年)
- マカオ科学館(2009年)
- ザ プリ ホテル アンド スパ(2009年)
- 紫峰タワー(2009年)
- 台北転運站(2009年)
- 高雄国家体育場(2009年)

## コンペ・受賞
- 安藤忠雄がAIAゴールドメダル（2002年）、UIAゴールドメダル（2005年）受賞
- 伊東豊雄がRIBAゴールドメダル（2006年）受賞
- ヘルシンキミュージックセンター建築設計競技（2000年）
- セント・ジョーンズ・アベイ宿泊研修施設国際建築設計競技 2000年
- ヴォルフスブルク・フェーノ科学センター - ザハ・ハディドが当選（2000年）
- アテネ・エフェメラル国際設計競技 2001-02
- 広興小学校設計コンペティション（2000年）
- 台湾健民小学校設計コンペティション（2000年）
- 車籠埔小学校設計コンペティション（2000年）
- うつくしま未来博エコファミリーハウス国際設計コンペ　2000年
- 青森県大畑中央保育所設計コンペティション（2000年）
- 青森県立美術館設計競技　2000年
- 平成の二畳台目・茶室コンペティション　2000年
- 横須賀市立吉井・池田小学校（2000年）
- 白石市ふれあいプラザコンペティション 2001年
- 会津田島複合センター（福島県会津田島町、2001年）
- 保原町新庁舎（福島県保原町、2001年）
- 南飛騨国際保養地健康学習センター設計コンペティション（2001年）
- 松之山ステージ・自然科学館設計コンペティション（2001年）
- ピノー現代美術館国際設計競技 2001年
- 中国・天津博物館国際指名設計競技（2001年）
- 中国・天津泰達広場国際指名設計競技（2001年）
- 北京オリンピック公園マスタープランの国際オープンコンペ（2001年）中国国内外から55社がエントリーした。
- 北京オリンピックメインスタジアムコンペ　 国際的な設計事務所13社が参加
- 天津オリンピックセンタースタジアム
- BMWヴェルト 建築設計競技 - ミュンヘン - コープ・ヒンメルブラウが当選（2001年）
- トリノ文化センター 国際設計競技	2001年
- 北京国家体育場 - ヘルツォーク＆ド・ムーロンが当選（2001年（13の最終提出）
- 同志社大学情報メディア施設計画プロポーザルコンペ　2001年
- 東村立富弘美術館設計国際コンペ　2001年
- 高円寺会館
- 新地町庁舎（福島県新地町、2001年）
- 吉祥寺サンロードアーケード. デザインコンペ　2001年
- 佐世保近海航路ターミナル 設計競技	2001年
- いわきの家設計競技 2001
- 江古田の集合住宅建築設計競技 2001年
- 花のミュージアム（仮称）. 設計プロポーザルコンペ 2002. 2001年
- ワールド・トレード・センター跡地の国際コンペでダニエル・リベスキンドのフリーダム・タワーが当選 （2002年）
- 大湖道の駅企画・設計コンペティション（2002年）
- 武蔵野市吉祥寺シアター（仮称）設計プロポーザル　2002年実施　佐藤尚巳建築研究所が当選
- 邑楽町役場庁舎等設計者選定住民参加型設計提案競技　2002年 山本理顕最優秀案が取り消しに. 2009年和解案に原告、被告双方が合意し和解が成立
- 横須賀美術館　2002年　当選者:山本理顕　主催者:横須賀市　審査委員長:鬼頭梓　形式:資質評価(QBS)方式による設計者選定　(応募者71名)　竣工:2006年7月
- 青森県北国住宅計画国際コンペ　2002年
- 青山学院小等科立替え（2002年）
- 特養老人ホーム「コモンズ」（2002年）
- 日本料理さ蔵（2002年）
- 山梨県立美術館南館（2002年）
- 韮崎市立韮崎小学校（2002年）
- 中国中央電視台本部ビル - 2002年　メトロポリタン建築オフィスが当選（応募10）
- U2タワーデザイン国際設計競技（2002年（未構築）
- モンジュイック2展示会場拡張計画国際指名設計競技(バルセロナ　2002年）
- リートベルグ美術館増築国際指名設計競技(2002年）
- BMW工場ライプツィヒ - ザハ・ハディドが当選（2002年）
- 大エジプト博物館国際設計競技 2002
- 宮城県南方町複合施設プロポーザル（宮城県南方町、2002年）
- 杉戸生涯学習センター（埼玉県杉戸町、2002年）
- ニューミュージアム現代美術館国際指名設計競技(ニューヨーク　2003年）
- 北京国家水泳センター - PTWアーキテクツ＆アルプが当選（2003年（応募数10）
- 立川市新庁舎設計競技 - 2005年に市民対話型二段階方式によるコンペ
- 月輪山潟統合小学校建設工事基本設計業務委託簡易コンペ
- 天童市さとうレディースクリニック設計競技
- 軽井沢町コンサートホール（仮称）指名設計競技 2003年
- 山形県平田町タウンセンター建築設計競技
- 直潭コミュニティセンター設計コンペティション(2003年）
- 風間浦保育所指名コンペティション(2003年）
- 南方熊楠研究所設計コンペティション(2003年）
- 鬼石町多目的ホール「仮称 おにし屋内広場」 設計者選定住民参加型設計提案競技 2003/
- 安中環境アートフォーラム国際設計競技　2003年
- ミキモト銀座2設計競技　2003年
- 浜松町地区再開発(東京都品川区、2003年）
- 岩国市新庁舎プロポーザル（山口県岩国市、2003年）
- 町田市民文学館「ことばらんど」（2003年）
- フジタ製薬(株)東京工場事務所棟（2004年）
- 中之島新線駅企画デザインコンペティション 2004年
- 武蔵境新公共施設（武蔵野プレイス（仮称））設計プロポーザル　2004年実施
- 国立国際美術館 公募プロポーザルコンペ　2004年竣工
- 松崎中学校プロポーザルコンペ, 2004年
- 志摩町志摩中学校競技設計, 2004
- 小川村郷土館指名コンペティション(2004年）
- 阿里山森林鉄路祝山駅駅舎、沼平駅駅舎設計競技（2004年）
- 只見町国民健康保険朝日診療所増築整備事業公募型プロポーザル競技　2004年
- 韓国釜山エコセンター国際設計競技（2004年）
- ミラノ フィエラ・オフィス国際指名設計競技(ミラノ　2004年）
- バーゼル文化施設「Stadtcasino」増築棟設計者採用コンペティション
- ZKM（カールスルーエ・アート・アンド・メディア・テクノロジー・センター）
- アミアン現代美術館国際指名設計競技(アミアン　2004年）
- 町田新市庁舎 2005年
- 十和田市野外芸術文化ゾーンアートセンタープロポーザル　2005年
- 大連市都市計画（中国　遼寧省大連市、2005年）
- 府中図書館PFI（プロポーザル(特定)（東京都府中市、2005年）
- 岩見沢駅舎建築デザインコンペティション（公募型プロポーザル設計競技　2005年）- ワークヴィジョンズの西村浩の設計案が採用。竣工後グッドデザイン大賞のほか日本建築学会賞やアルカシア建築賞など国内外の数々の賞を受賞
- 瀋陽のオリンピックスタジアムの国際コンペ（2005年） 6社が参加
- 子どもセンターぱお（2005年）
- クレハエンジニアリング本館（2005年）
- 韮崎市立韮崎西中学校（2005年）
- 日本女子大学目白キャンパス中央広場整備計画（2005年）
- 宮城野区文化センター等整備事業PFIコンペ（2005年）
- 台中国立歌劇院（2005年）国際コンペ
- 豊田市生涯学習センター逢妻交流館移転新築設計競技　2006年
- 山形大学工学部創立百周年記念会館コンペティション 2006年
- 塩尻市大門中央通り地区市街地再開発ビル設計者選定競技（2006年）
- 知床斜里複合駅舎公募プロポーザル（2006年）
- 新潟市豊栄文化会館設計者選定プロポーザル 2006
- 羽田国際ターミナルPFI(日本空港ビルデング、東京都大田区、2006年）
- （仮称）ふるさと学習館設計競技 宇部市
- （仮称）中原中也記念館公開設計競技, 山口市
- 新同窓会パビリオン設計競技 京都工芸繊維大学60周年基金委員会事業部会
- 福島市庁舎プロポーザル
- 栃木県立博物館の設計競技案
- 那須 100 年コミュニティ 設計競技
- ヴュルツブルク中央駅周辺再開発計画の建築コンペ　2006年
- ファーレ立川次世代アート作品コンぺ（2006年）
- 新三郷駅前開発事業企画競技　住宅街区マスタープラン（埼玉県三郷市（2006年）
- アステラス製薬筑波新施設設計競技（2006年）
- 東京経済大学記念館改修（2006年）
- 総合科学技術高等学校ＰＦ事業コンペ（静岡県静岡市（2006年）
- 欧州中央銀行新社屋国際設計競技
- 世界貿易センターサイト記念コンぺ - マイケル・アラードとピーター・ウォーカーが当選
- ニューヨーク州ブルックリンのビジュアル＆パフォーミングアートライブラリー - エンリケ・ノルテン / TEN Arquitectosが当選
- 高雄国家芸術センター・国際コンペティション（2007年)
- 新浦安駅前プラザILMALE
- 大崎市立岩出山中学校建築設計競技
- UR東京都心支社荻窪団地第1期プロポーザル（東京都杉並区、2007年）新宿御苑温室建替え（プロポーザル、環境省、東京都新宿区、2007年）
- アーツ前橋 建築設計競技
- 金沢21世紀美術館
- ぐんま総合情報センター設計競技
- 知床斜里複合駅舎(2007年)当選者:川人洋志(川人建築設計事務所) 主催者:JR北海道 審査委員長:飯田善彦 形式:5者による指名プロポーザル 竣工:2007年12月
- 弟子屈中学校・学校給食センター改築基本計画設計競技 (弟子屈町) 2007年
- 村山市総合文化複合施設基本設計業務公募型プロポーザル 2007
- 蘭越保育所・学童保育施設建設設計競技 (蘭越町立蘭越保育所改築検討委員会)
- 深　湾体育センター国際コンペ（2007年）
- 見附市立今町小学校（2007年）
- 王子アドバ本社工場（2007年）
- 青森県平川市新本庁舎建設設計公募型プロポーザル、2007年。ナスカ一級建築士事務所JVが最優秀者
- 草加市新庁舎工事基本設計及び実施設計公募型プロポーザル、2007年。石本建築事務所が最優秀者
- 海田町新庁舎整備基本計画策定及び基本設計業務委託公募型プロポーザル、2007年。現代計画・野沢建築工房設計共同体を特定
- 長野県塩尻市新体育館基本設計公募型プロポーザル、2007年。INA・エーシー工設計共同体が最優秀者
- 神戸・六甲山頂展望台コンペ（2008年）応募103点 JIA近畿支部・40歳以下を対象、阪神電気鉄道協力
- 宇土市立宇土小学校プロポーザルコンペ　2008年
- （仮称）柏崎市新市民会館（設計者選定プロポーザル、2008年）
- 鶴川駅前公共施設設計プロポーザル　2008年
- 横須賀市立諏訪小学校（2008年）
- 斐川町立図書館（2008年）
- かわさき臨海部デザインコンペ（神奈川県川崎市、2008年）
- 朱家角プロジェクト（中国上海市、2008年）
- ベルリン王宮再現（2008年）
- 小野路宿里山交流館（2009年）
- 町田市医師会館（2009年）
- 郡山アーバンデザインセンター（福島県郡山市　2009）
- 八千代市保育施設（プロポーザルコンペ、千葉県八千代市　2009）
- 大多喜町庁舎（プロポーザルコンペ　2009年 大多喜町役場(改修)当選者千葉学建築計画事務所 主催者千葉県大多喜町 審査委員長古谷誠章 形式:公募型プロポーザル 竣工:2012年3月 応募総数104）
- 群馬県農業技術センター設計提案競技 2009年 応募総数151 当選者:SALHAUS 主催者:群馬県 審査委員長:古谷誠章 形式:公開コンペ 竣工:2012年3月
- 墨田区北斎館（仮）基本設計プロポーザルコンペ すみだ北斎美術館 2009
- 海南島八爪魚ホテル設計プロポーザル（中国　海南島、2009年）